# Campeonato Mundial Histórico de Peso Welter de la NWA
El Campeonato Mundial Histórico de Peso Wélter de la NWA es un campeonato promovido por el Consejo Mundial de Lucha Libre. Este campeonato fue creado cuando el Campeonato Mundial de Peso Wélter de la NWA dejó de ser reconocido por la National Wrestling Alliance debido a que la relación entre el CMLL y la NWA se rompió.

## Historia
Cuando Blue Demon Jr. comenzó a promover la NWA México en agosto de 2008, anunció que la National Wrestling Alliance no reconocía a los campeones mundiales que se encontraban en el CMLL, los cuales eran: Mephisto (Campeón de Peso Wélter), Averno (Campeón de Peso Medio), y Texano Jr. (Campeón de Peso Semicompleto), declarando que para la NWA esos títulos se encontraban vacantes.
Blue Demon Jr. confesó que trato de llegar a un acuerdo con la gente del CMLL, pero que nunca le dieron una respuesta, también dijo que se realizaría una eliminatoria para obtener a los nuevos campeones de las tres categorías, participando luchadores independientes de México, principalmente de la empresa Los Perros del Mal, aclarando que si los entonces campeones querían participar lo podían hacer como una táctica de defensa de sus campeonatos.
El 12 de agosto de 2010 el CMLL decidió cambiarle los nombres a los campeonatos de la NWA y llamarlos Campeonatos Históricos, llevando dicho nombre por toda la historia que los títulos representaban y así tener el control total de los ellos.
El 30 de marzo de 2018 en la función de "Viernes Espectacular", el luchador de Ring of Honor (ROH) Matt Taven logró derrotar a Volador Jr. para ganar el título, siendo el primer luchador extranjero en ganar el campeonato mexicano.

## Campeones
El Campeonato Mundial Histórico de Peso Wélter de la NWA es el campeonato secundario de la empresa, creado en 2008 debido a que National Wrestling Alliance no reconocía a los campeones mundiales que se encontraban en el CMLL. El campeón inaugural fue Mephisto, quien fue otorgado por la empresa y desde esto, ha habido 8 distintos campeones oficiales, repartidos en 11 reinados en total. Matt Taven y Rocky Romero son los dos luchadores no mexicanos que han ostentado el título.
El reinado más largo en la historia del título le pertenece a Volador Jr., quien mantuvo el campeonato por 1337 días en su segundo reinado. Por otro lado, La Sombra posee el reinado más corto en la historia del campeonato, con 56 días con el título en su haber.
En cuanto a los días en total como campeón (un acumulado entre la suma de todos los días de los reinados individuales de cada luchador), Volador Jr. también posee el primer lugar, con 3168 días como campeón entre sus tres reinados. Le siguen Negro Casas (475 días en su único reinado), La Sombra (393 días en sus dos reinados), Rocky Romero (328 días en su único reinado), y Mephisto (213 días en su único reinado).
El campeón más joven en la historia es La Sombra, quien a los 21 años y 130 días derrotó a Mephisto en un House show. En contraparte, el campeón más viejo es Negro Casas, quien a los 52 años y 34 días derrotó a La Sombra en un House show. En cuanto al peso de los campeones, Matt Taven es el más pesado con 99 kilogramos, mientras que Máscara Dorada es el más liviano con 78 kilogramos.
Por último, Volador Jr. es el luchador con más reinados, ya que poseen 3, es seguido por La Sombra (2).

### Campeón actual
El actual campeón es Máscara Dorada 2.0, quien se encuentra en su primer reinado como campeón. Dorada 2.0 ganó el campeonato tras derrotar al excampeón Rocky Romero el 15 de diciembre de 2023 en Viernes Espectacular.
Dorada 2.0 aun no registra hasta el 8 de junio de 2025 las defensas televisadas:

### Lista de campeones
|    | Luchador           | N.º | Fecha                   | Días | Show o evento         | Notas y referencias                                                                          |
| -- | ------------------ | --- | ----------------------- | ---- | --------------------- | -------------------------------------------------------------------------------------------- |
| 1  | Mephisto           | 1   | 12 de agosto de 2010    | 213  | Conferencia de Prensa | Fue otorgado por el CMLL.                                                                    |
| 2  | La Sombra          | 1   | 13 de marzo de 2011     | 337  | Domingo Familiar      | [ 2 ]                                                                                        |
| 3  | Negro Casas        | 1   | 13 de febrero de 2012   | 475  | Evento en vivo        | [ 3 ]                                                                                        |
| 4  | Máscara Dorada     | 1   | 2 de junio de 2013      | 190  | Sin Salida            | [ 4 ]                                                                                        |
| 5  | Volador Jr.        | 1   | 19 de noviembre de 2013 | 200  | Martes Popular        | [ 5 ]                                                                                        |
| 6  | La Sombra          | 2   | 6 de junio de 2014      | 56   | Viernes Espectacular  | El combate también fue por el Campeonato de Peso Medio de la misma institución de La Sombra. |
| 7  | Volador Jr.        | 2   | 1 de agosto de 2014     | 1337 | El Juicio Final 2014  | [ 7 ]                                                                                        |
| 8  | Matt Taven         | 1   | 30 de marzo de 2018     | 126  | Viernes Espectacular  | [ 8 ]                                                                                        |
| 9  | Volador Jr.        | 3   | 3 de agosto de 2018     | 1631 | Viernes Espectacular  | [ 9 ]                                                                                        |
| 10 | Rocky Romero       | 1   | 20 de enero de 2023     | 328  | Viernes Espectacular  | [ 10 ]                                                                                       |
| 11 | Máscara Dorada 2.0 | 1   | 15 de diciembre de 2023 | 541+ | Viernes Espectacular  | [ 11 ]                                                                                       |

### Total de días con el título
La siguiente lista muestra el total de días que un luchador ha poseído el campeonato, si se suman todos los reinados que posee.

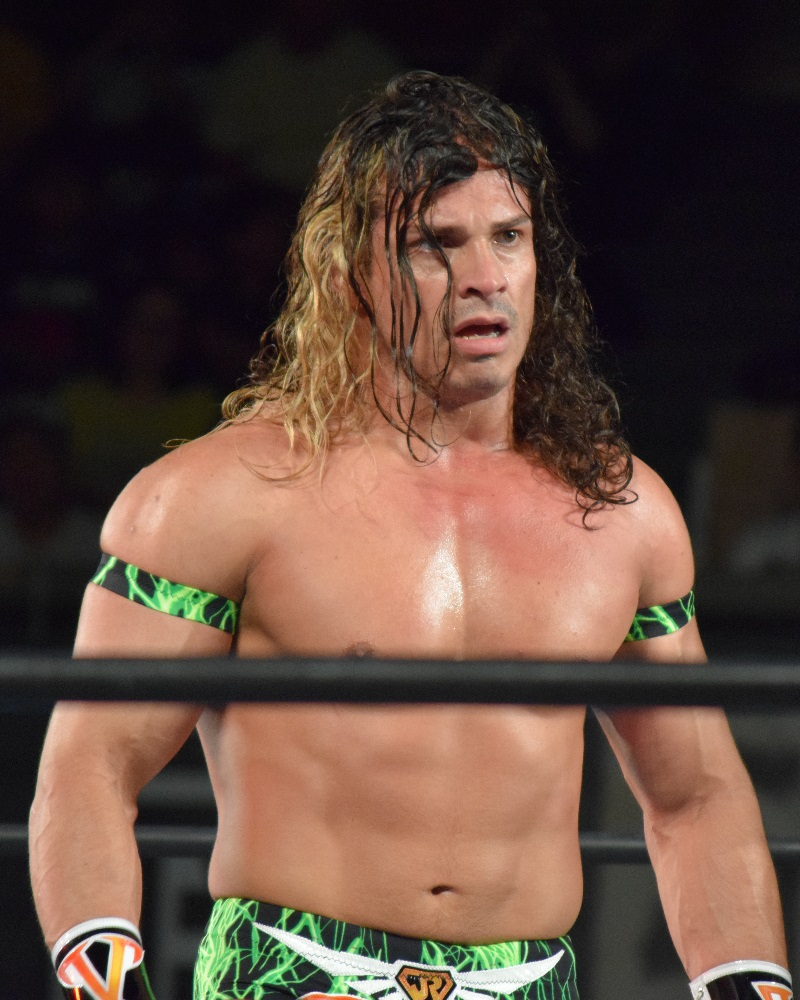
Volador Jr. es el luchador que más reinados tiene, con 3 reinados, además de poseer el reinado acumulativo más largo, con días.

A la fecha del 8 de junio de 2025.
| + | Indica el campeón actual |

| N.º | Campeón            | Reinados | Total de días |
| --- | ------------------ | -------- | ------------- |
| 1   | Volador Jr.        | 3        | 3168          |
| 2   | Negro Casas        | 1        | 475           |
| 3   | La Sombra          | 2        | 393           |
| 4   | Máscara Dorada 2.0 | 1        | 541+          |
| 5   | Rocky Romero       | 1        | 328           |
| 6   | Mephisto           | 1        | 213           |
| 7   | Máscara Dorada     | 1        | 170           |
| 8   | Matt Taven         | 1        | 126           |

### Mayor cantidad de reinados
| Reinados | Luchador (es) |
| -------- | ------------- |
| 3 veces  | Volador Jr.   |
| 2 veces  | La Sombra     |